# Ubaldo Pittei
Ubaldo Pittei, pseudonimo di Guido Di Sandro (Firenze, 30 gennaio 1878 – Roma, 26 marzo 1930), è stato un attore-regista italiano attivo nel teatro e nel cinema.

## Biografia
Allievo di Luigi Rasi, ebbe un'importante attività teatrale, recitando nel corso della sua  carriera in molte compagnie, tra cui quelle di Eleonora Duse ed Ermete Zacconi.
Nel cinema dal 1912, agì prevalentemente come regista e interamente nel periodo muto in una quarantina di pellicole; lavorò nelle case cinematografiche Latium Film, Film d'Arte Italiana, Caesar Film ed altre minori. Fra i titoli di maggior rilievo: Orrida meta (1913), Verso l'amore (1913), Gli occhi che videro! (1914), Il complice azzurro (1914), Chiffonnette (1916), La misteriosa (1916), Nel rifugio (1917), Notturni (1919), Manolita (1922), I milioni di Saetta (1923), Sirena (1925) e Mese mariano (1929).